# Émilienne d’Alençon
Émilienne d’Alençon, geborene Émilienne André (* 18. Juli 1869 in Paris, Frankreich; † 1946 in Nizza, Frankreich) war eine französische Tänzerin und Schauspielerin.

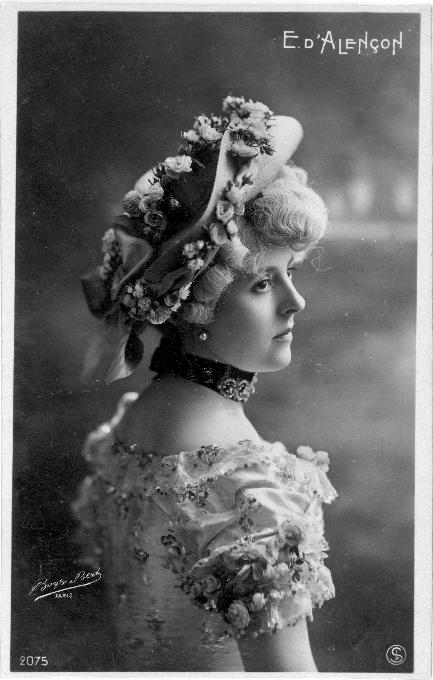
Émilienne d’Alençon

## Biografie
Mit 15 Jahren wurde sie von Abel Tarride für eine Frankreich-Tournee als Soubrette engagiert und verkörperte in ihrer Rolle kokette Frauen. 1898 trat sie in Paris im Cirque d’Été in einer Nummer mit dressierten Kaninchen auf. Kurze Zeit später wurde sie die Geliebte des Herzogs Jacques d’Uzès, später auch die seines Sohnes. In den Stücken Paris Boulevards und Vénus d’Arles, debütierte sie in Paris. 1891 erschien sie in der Revue Que d’eau Que d’eau und 1892 trat sie als Schlangentänzerin auf.
In den Folies Bergère war sie in dem Stück La Belle et la Bête zu sehen. Ein Plakat von Henri de Toulouse-Lautrec zeigt sie bei den Generalproben für das Stück. In London war sie in dem Ballett-Stück The Red Slippers 1901 zu sehen und spielte zusammen mit der Schauspielerin Julie Seale in Paris, im Olympia-Theater große Erfolge. Émilienne d’Alençon tanzte u. a. auch in dem Stück Faust und Grand Ballet Féerie.
Mit der Kurtisane Valtesse de la Bigne verband sie eine Liebesbeziehung. 1906 gab sie ihren Abschied von der Bühne und investierte in Pferderennen. Sie kaufte einen Rennstall und soll den Jockey Percy Woodland geheiratet haben. 1918 erschien ihre Gedichtsammlung Sous la masque. Durch ihre Spielleidenschaft ruinierte sie ihre Finanzlage und zog nach Nizza, wo sie im Alter von über 77 Jahren starb. Émilienne d’Alençon wurde in Paris begraben.

## Veröffentlichung
- 1918: Sous la masque (Gedichte)